# Ixora nitens
Ixora nitens är en måreväxtart som först beskrevs av Jean Louis Marie Poiret, och fick sitt nu gällande namn av Arnaud Mouly och Birgitta Bremer. Ixora nitens ingår i släktet Ixora och familjen måreväxter. Inga underarter finns listade i Catalogue of Life.